# Pseudophoxinus zekayi
Pseudophoxinus zekayi är en fiskart som beskrevs av Bogutskaya, Küçük och Atalay 2006. Pseudophoxinus zekayi ingår i släktet Pseudophoxinus och familjen karpfiskar. Inga underarter finns listade i Catalogue of Life.